# 西居幸恵
西居 幸恵（にしい さちえ、1984年10月9日 - ）は日本の元タレント、元グラビアアイドル。埼玉県出身。

## 来歴
着信メロディGIGA主催「トウキョウビーナス　フォトジェニックオーディション」（写真家、大村克己）にてグランプリ獲得、授賞式会場にてスカウトされ芸能界入り。
テレビ、雑誌、DVDなどの仕事をしていた。2006年10月に事務所を退所。

## 人物
- 特技はクラシックバレエ。

## 出演

### テレビ
- 萌えてムーチョ!（2006年2月〜3月 テレビ東京）
- アドレな!ガレッジ（2006年8月29日 テレビ朝日）

### 雑誌
- GRAPHY（2005年10月20日　KKベストセラーズ）
- Audition　9月号（2006年8月1日 白夜書房）

### 新聞
- 日刊ゲンダイ＠失礼します（2005年10月29日　株式会社日刊現代）

### 携帯サイト
- ゲンダイネット　西居幸恵のアクロバット・ヨガ（2005年10月31日〜）

### オンライン
- デジドル16期生（2005年9月〜、digidol.net）
- アイドル誕生！TV（2006年7月〜、ぶんか社）

## リリース作品

### DVD
- easy（2006年7月20日発売 イーネットフロンティア）